# Louzy
Louzy és un municipi francès situat al departament de Deux-Sèvres i a la regió de la Nova Aquitània. L'any 2007 tenia 1.194 habitants.

## Demografia

### Població
El 2007 la població de fet de Louzy era de 1.194 persones. Hi havia 462 famílies de les quals 89 eren unipersonals (30 homes vivint sols i 59 dones vivint soles), 161 parelles sense fills, 191 parelles amb fills i 21 famílies monoparentals amb fills.
La població ha evolucionat segons el següent gràfic:
Habitants censats

### Habitatges
El 2007 hi havia 499 habitatges, 462 eren l'habitatge principal de la família, 13 eren segones residències i 24 estaven desocupats. 483 eren cases i 16 eren apartaments. Dels 462 habitatges principals, 395 estaven ocupats pels seus propietaris, 65 estaven llogats i ocupats pels llogaters i 2 estaven cedits a títol gratuït; 4 tenien una cambra, 18 en tenien dues, 56 en tenien tres, 111 en tenien quatre i 272 en tenien cinc o més. 355 habitatges disposaven pel capbaix d'una plaça de pàrquing. A 190 habitatges hi havia un automòbil i a 243 n'hi havia dos o més.

### Piràmide de població
La piràmide de població per edats i sexe el 2009 era:
| Homes | Edats   | Dones |
| ----- | ------- | ----- |
| 0     | 95 o +  | 4     |
| 0     | 90 a 94 | 0     |
| 0     | 85 a 89 | 8     |
| 4     | 80 a 84 | 0     |
| 16    | 75 a 79 | 20    |
| 24    | 70 a 74 | 24    |
| 12    | 65 a 69 | 16    |
| 36    | 60 a 64 | 28    |
| 24    | 55 a 59 | 12    |
| 32    | 50 a 54 | 16    |
| 60    | 45 a 49 | 60    |
| 56    | 40 a 44 | 48    |
| 36    | 35 a 39 | 56    |
| 36    | 30 a 34 | 32    |
| 28    | 25 a 29 | 40    |
| 40    | 20 a 24 | 36    |
| 68    | 15 a 19 | 36    |
| 56    | 10 a 14 | 32    |
| 40    | 5 a 9   | 32    |
| 24    | 0 a 4   | 28    |

## Economia
El 2007 la població en edat de treballar era de 798 persones, 643 eren actives i 155 eren inactives. De les 643 persones actives 598 estaven ocupades (324 homes i 274 dones) i 45 estaven aturades (13 homes i 32 dones). De les 155 persones inactives 56 estaven jubilades, 67 estaven estudiant i 32 estaven classificades com a «altres inactius».

### Ingressos
El 2009 a Louzy hi havia 510 unitats fiscals que integraven 1.325 persones, la mediana anual d'ingressos fiscals per persona era de 17.125 €.

### Activitats econòmiques
Dels 53 establiments que hi havia el 2007, 1 era d'una empresa extractiva, 1 d'una empresa alimentària, 7 d'empreses de fabricació d'altres productes industrials, 8 d'empreses de construcció, 26 d'empreses de comerç i reparació d'automòbils, 2 d'empreses de transport, 1 d'una empresa d'hostatgeria i restauració, 3 d'empreses financeres i 4 d'empreses de serveis.
Dels 13 establiments de servei als particulars que hi havia el 2009, 6 eren tallers de reparació d'automòbils i de material agrícola, 2 paletes, 1 guixaire pintor, 1 fusteria, 1 lampisteria i 2 electricistes.
Dels 3 establiments comercials que hi havia el 2009, 1 era una gran superfície de material de bricolatge i 2 botigues de mobles.
L'any 2000 a Louzy hi havia 30 explotacions agrícoles que ocupaven un total de 2.106 hectàrees.

## Equipaments sanitaris i escolars
El 2009 hi havia 2 escoles elementals.

## Poblacions més properes
El següent diagrama mostra les poblacions més properes.